# Barro Duro
Barro Duro é um município brasileiro do estado do Piauí. Localiza-se a uma latitude 05º49'01" sul e a uma longitude 42º30'47" oeste, estando a uma altitude de 187 metros. Sua população estimada em 2010 era de 6 925 habitantes.
Possui uma área de 159,429 km².
O município de Barro Duro foi originado do povoado Cantinho por volta de 1924. teve como primeiros moradores os Senhores: João Pinheiro, Florêncio da Luz, Manoel Soares Teixeira e Raimundo Borges Pimentel.
Em 1934 foi elevado a categoria de povoado, devido a desentendimento entre os velhos moradores. o sr. João Pinheiro, acreditando no desenvolvimento da povoação, doou uma faixa de terras distantes do povoado Cantinho, foi construída uma capela e originou-se daí, a futura povoação que pertencia ao município de São Pedro, a feira realizada aos domingos tinha grande movimento.

## Localização
| Noroeste: Olho d'Água do Piauí | Norte: Olho d'Água do Piauí e Passagem Franca do Piauí | Nordeste: Passagem Franca do Piauí |
| Oeste: Olho d'Água do Piauí    |                                                        | Leste: Passagem Franca do Piauí    |
| Sudoeste: Olho d'Água do Piauí | Sul: Olho d'Água do Piauí e Passagem Franca do Piauí   | Sudeste: Passagem Franca do Piauí  |